# 澳門巴士51A路線
澳門巴士51A路線是由新福利經營，往返海擎天和蝴蝶谷大馬路的巴士路線。

## 簡介及歷史
- 2016年8月29日，為加強林茂塘區往返祐漢北區的巴士路網，以及方便市民由林茂塘區及祐漢北區出行至機場、路氹城及石排灣等一帶，交通事務局開設本線，由新福利經營。[1]

- 2016年12月10日起，為加強路氹城區的巴士服務，新增停靠「路氹城馬路／新濠影匯」、「路氹城馬路／巴黎人」站。 [2]

- 2017年2月25日起，為使資源合理利用，調整各時段的班次頻率。星期一至六（公眾假期除外）的班距調整為6-18分鐘，星期日及公眾假期的班距調整為6-20分鐘。同時為理順本線的運作，取消停靠“沙梨頭北街／筷子基北灣”站，改停靠“筷子基社屋”站。[3]

- 2017年4月9日起，「驗車中心」站改名為「何賢紳士大馬路」。 [4]

- 2017年4月18日起，新增停靠“關閘總站”。[5]

- 2017年5月20日起，調整本線09:00-16:00時段班距，由現時平日10-15分鐘、例假日12-15分鐘，改為平日12-15分鐘、例假日15-18分鐘。[6]

- 2017年8月23日，颱風天鴿襲澳，關閘總站受到嚴重風暴潮破壞致暫停使用，因此暫不停靠該站。[7]

- 2017年9月30日起，往返程新增停靠“氹仔客運碼頭”站。[8]

- 2018年10月27日起，為明確巴士站位置及讓巴士服務更符合市民出行需要，新增停靠「北安大馬路／和睦街」、「北安大馬路／新城區」站；「蓮花圓形地-1」站更名為「蓮花圓形地」。

- 2018年12月15日起，恢復停靠關閘總站。

- 2019年7月27日起，多個巴士站開始改名：
  - “路氹城圓形地”站改名為“路氹西／銀河”；
  - “北安出入境事務廳”站改名為“北安出入境事務大樓”；
  - “新城大馬路／金光會展”站改名為“路氹西／金光會展”。

- 2019年12月28日，新增停靠“何賢紳士馬路／青葱”站，“何賢紳士大馬路”站改名為“何賢紳士馬路／青洲坊”。

- 2020年5月11日19:30起，新增停靠“北安病毒核酸檢測站”臨時站。

- 2021年8月7日起，為配合青茂口岸即將開通，多個巴士站開始改名：[9]
  - “何賢紳士馬路／青葱”站改名為“青茂／何賢紳士馬路”；
  - “何賢紳士馬路／青洲坊”站改為“青茂／青洲坊”。

- 2021年8月14日起，新增停靠“青茂口岸”站。[10]

- 2022年5月28日起，「筷子基社屋」站更名為「俾若翰街／綠楊花園」站。[11]

- 2022年7月11日至17日，因實施「全澳相對靜止管理」措施，本線暫停營運。[12]

- 2022年7月18日至22日，因宣佈延長“相對靜止管理”措施，本線維持上述措施。[13]

- 2022年7月23日起，本線恢復營運，同時增設特班車路線，往返北安新城區、偉龍公屋及離島醫療綜合體等地盤。[14]

- 2023年1月18日起，“北安病毒核酸檢測站”臨時站更改為“北安出入境事務大樓”臨時站。[15][16]

- 2023年8月26日起，取消停靠上述臨時站。[17]

- 2024年6月1日起，取消停靠「馬場北大馬路」站；而「馬場東大馬路」站往馬場北大馬路方向遷移。[18]

## 使用車輛

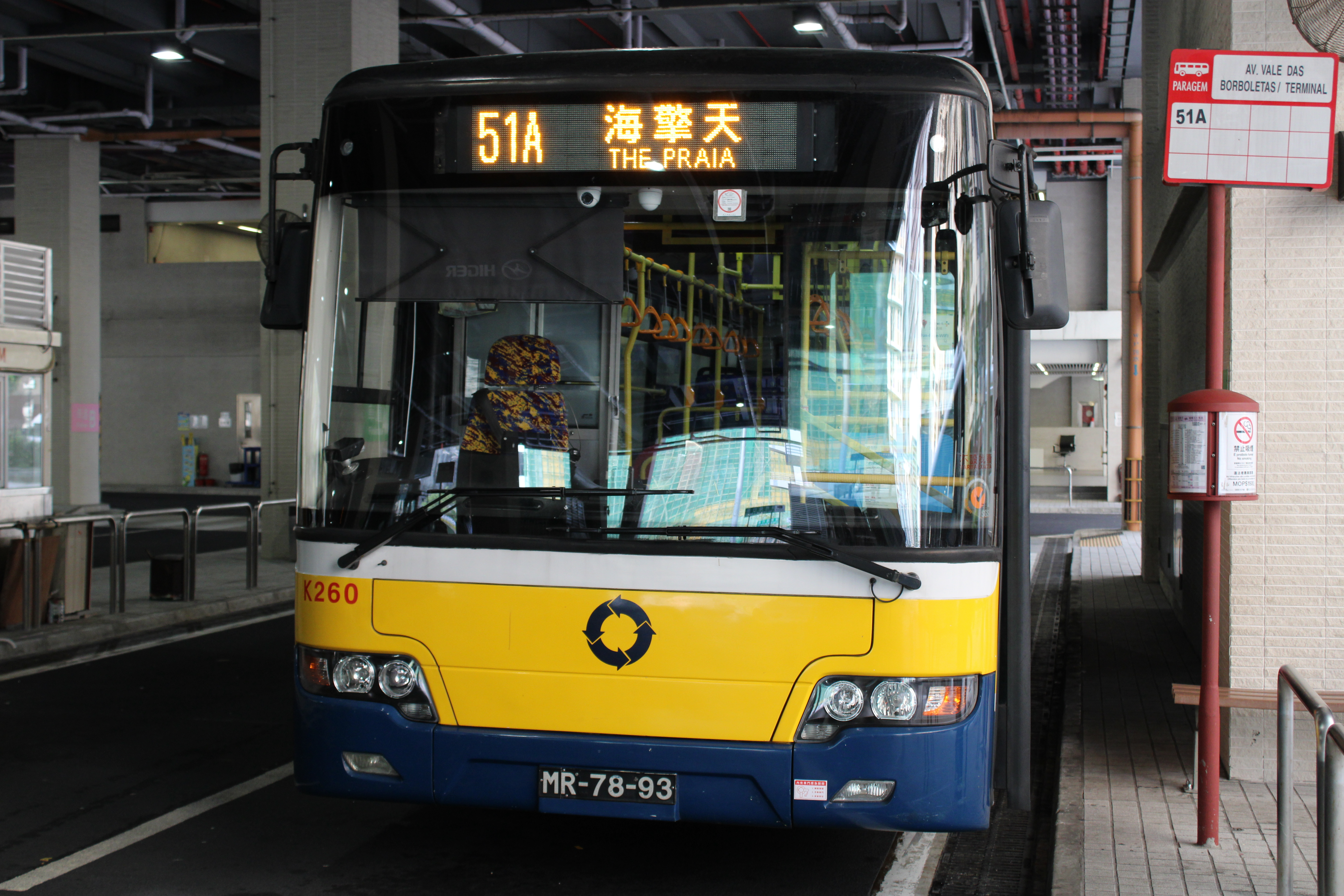
蘇州金龍KLQ6108GQ28E4
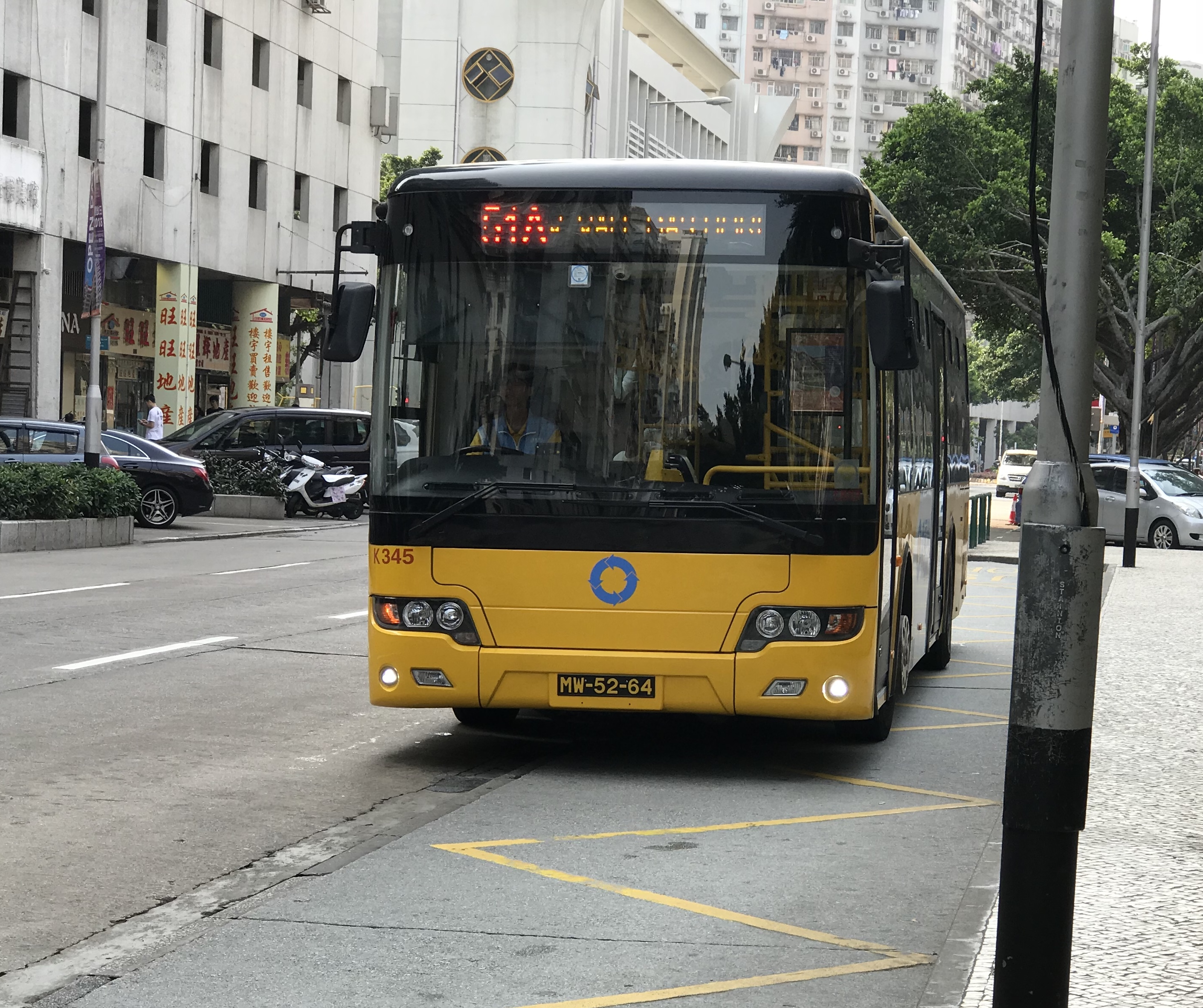
蘇州金龍KLQ6108GQE5
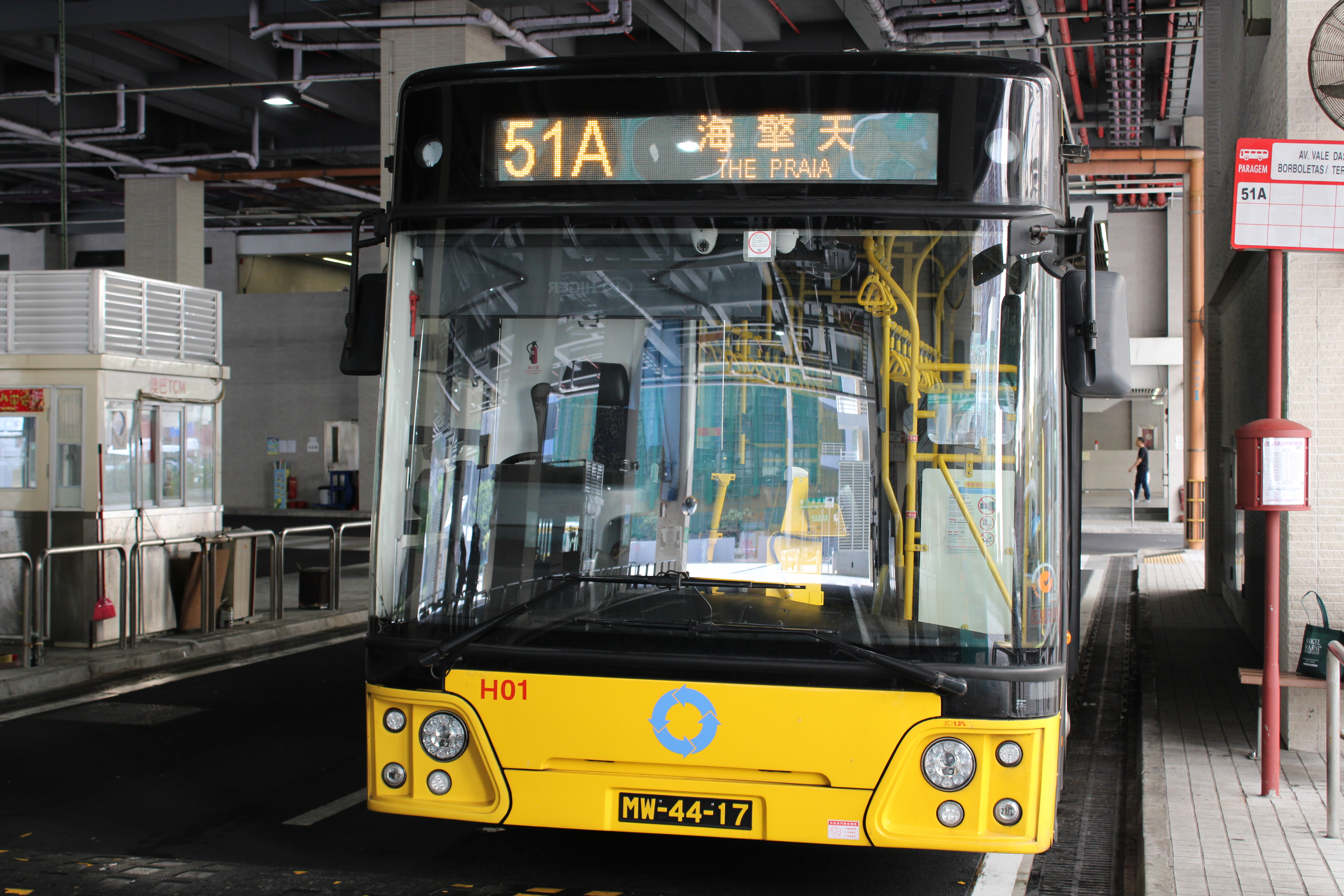
蘇州金龍KLQ6115GQ
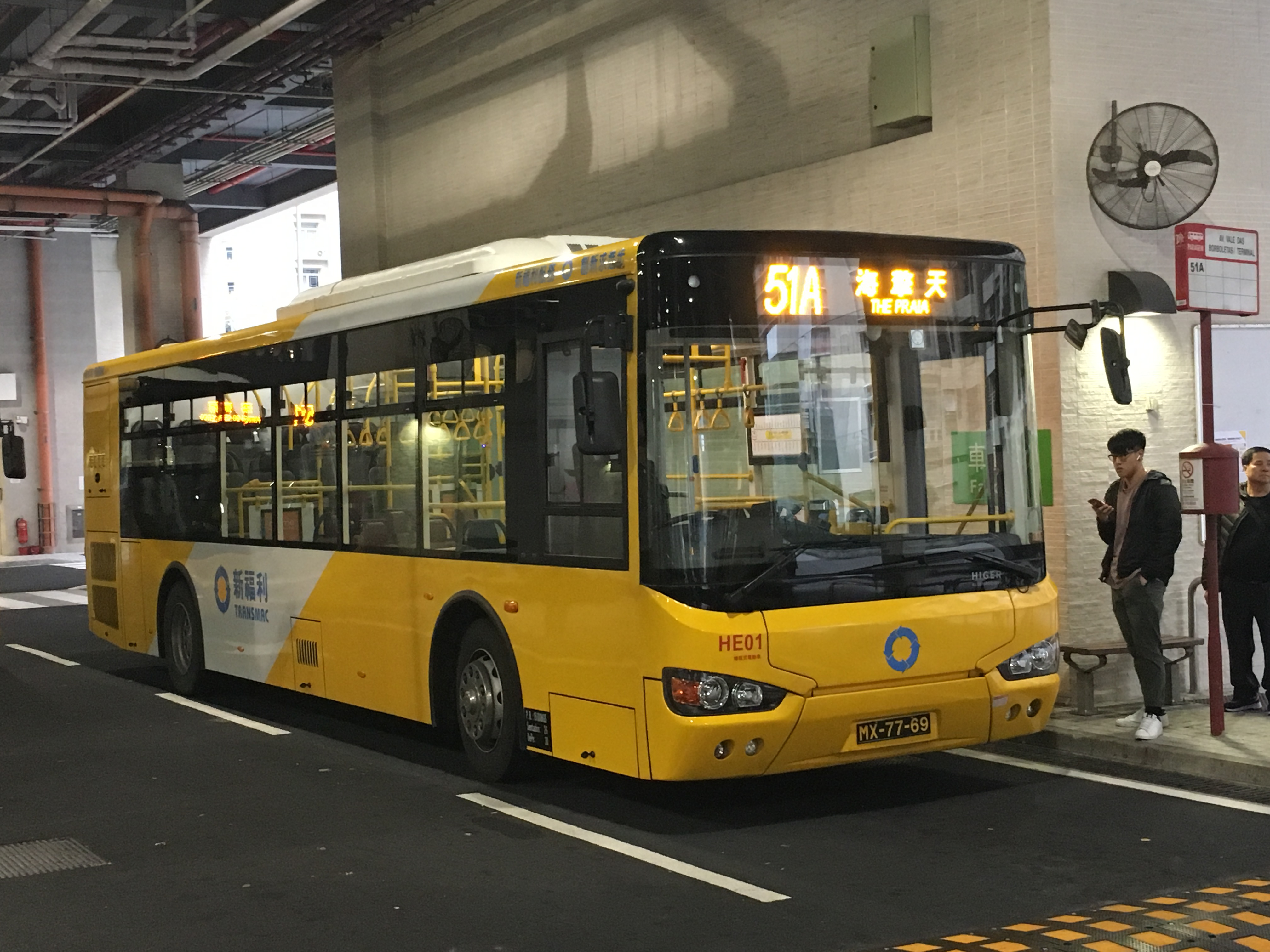
蘇州金龍KLQ6109GQHEV5
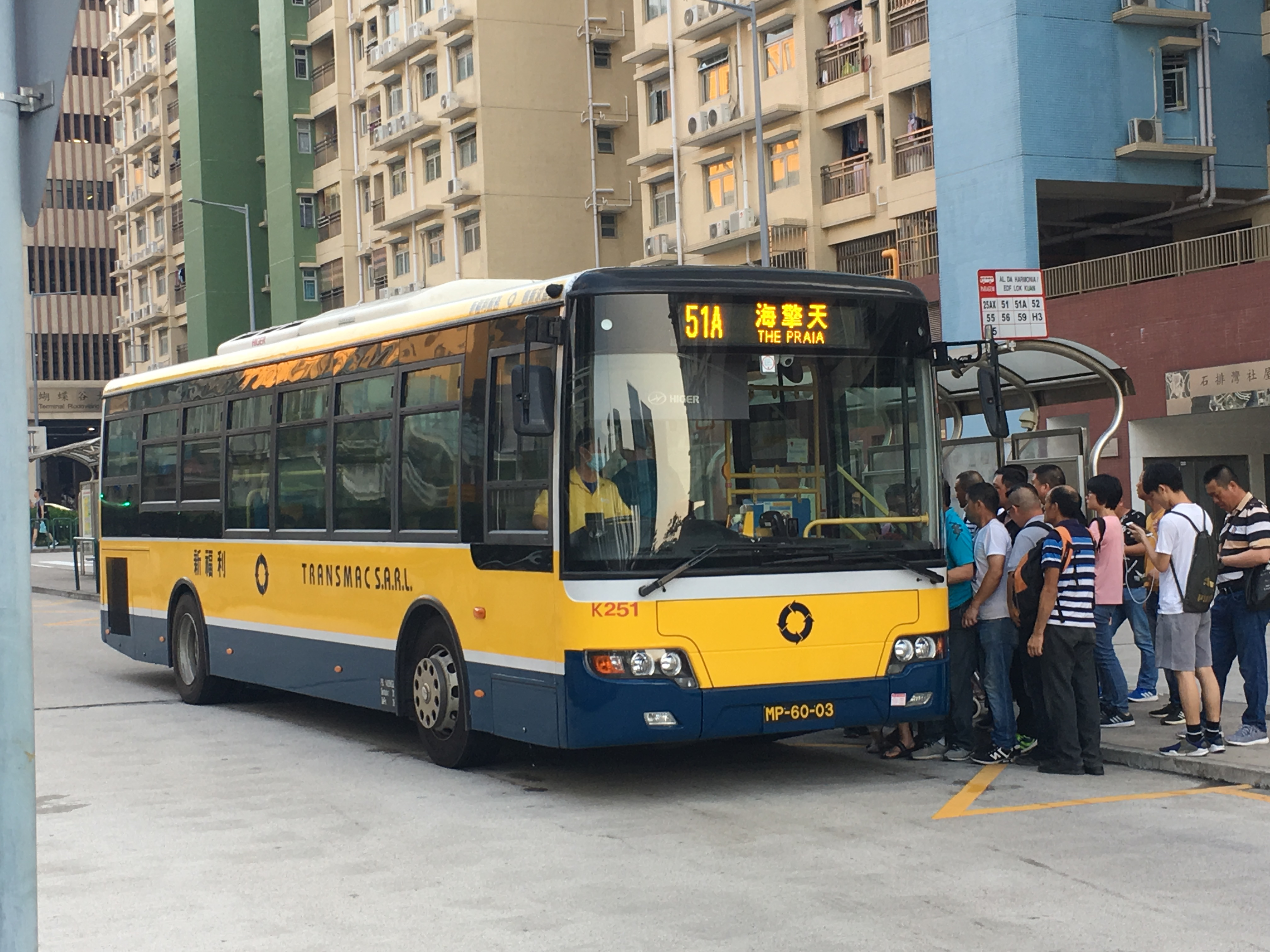
蘇州金龍KLQ6108GQ30
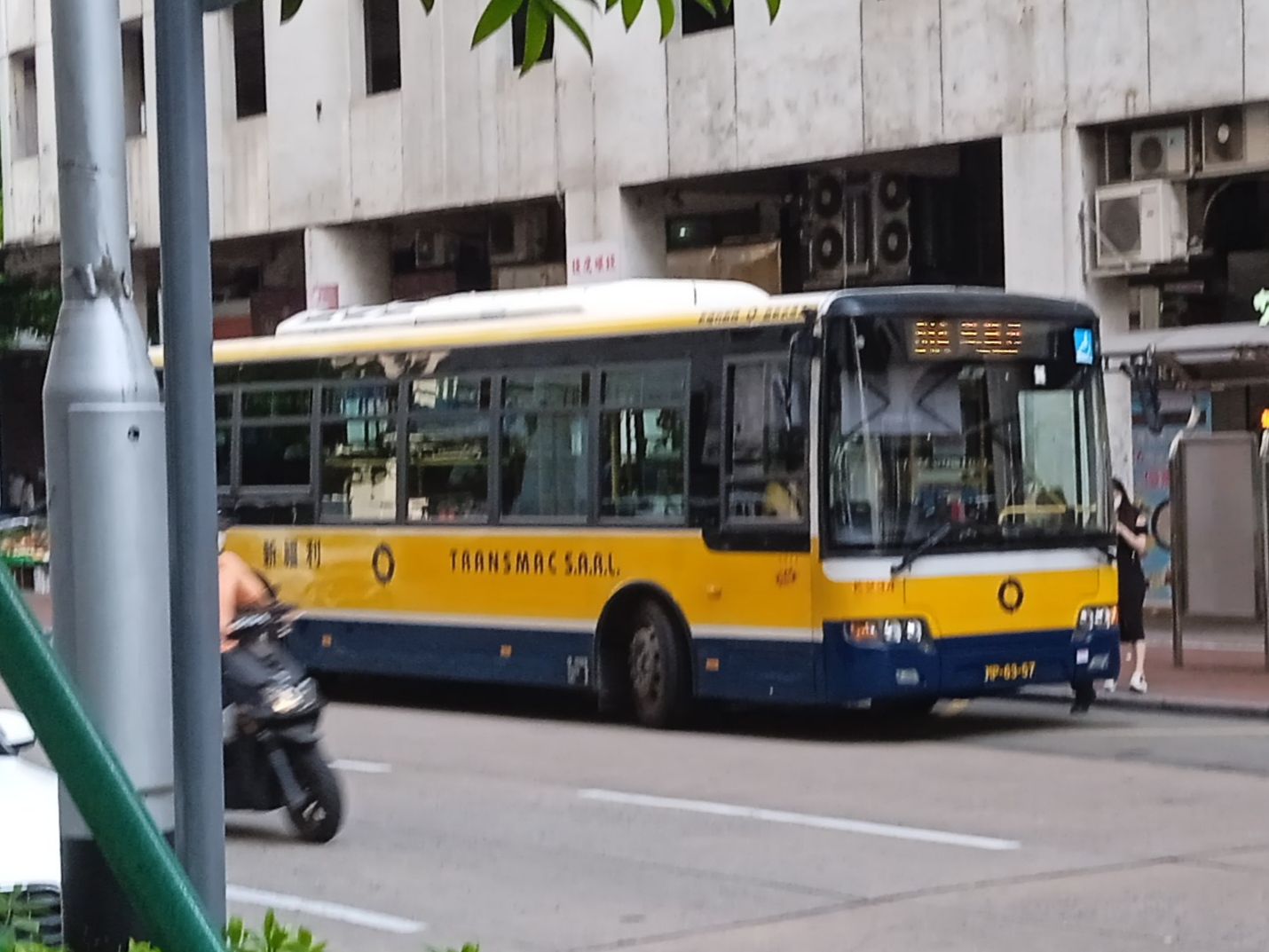
蘇州金龍KLQ6108GQ28
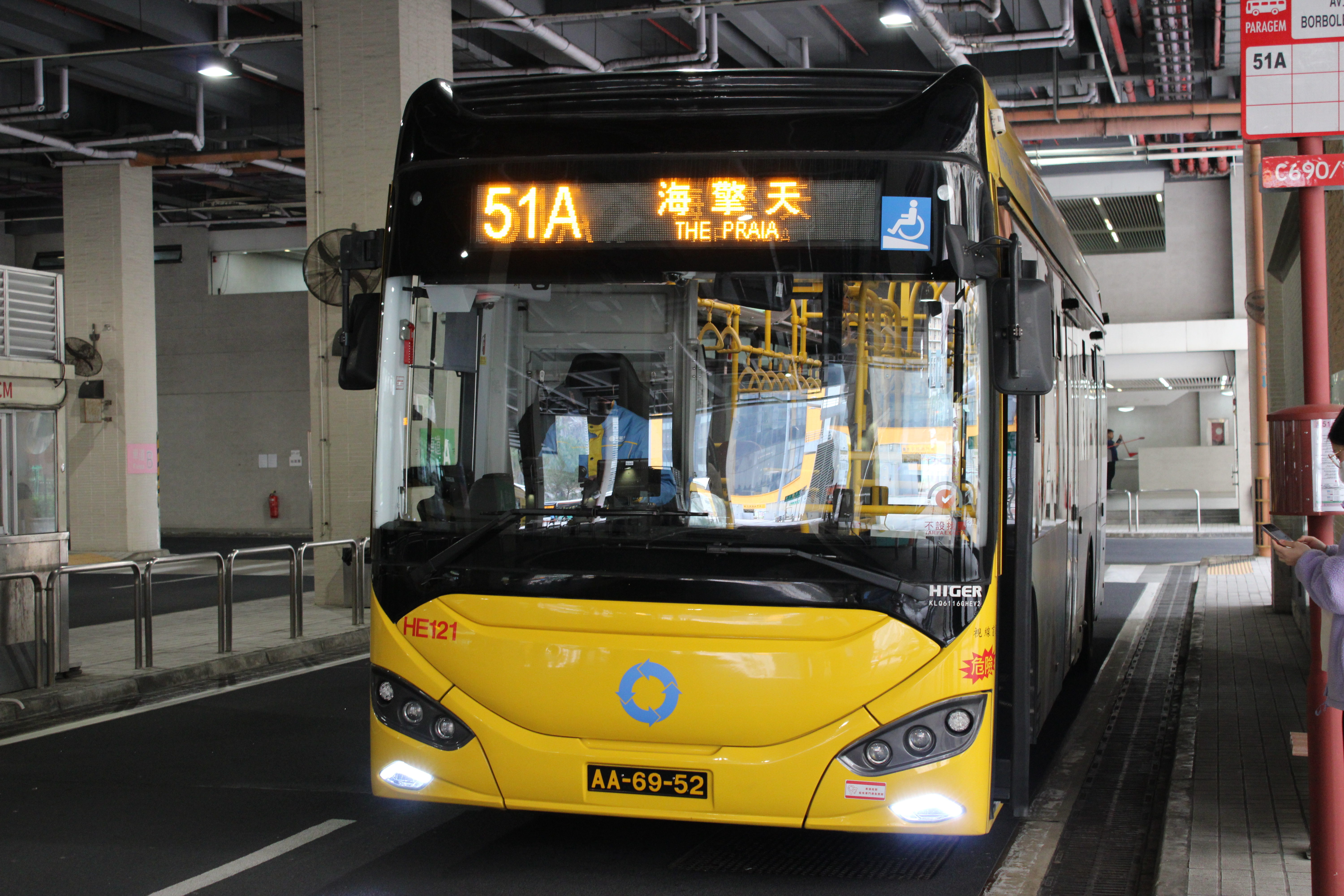
蘇州金龍KLQ6116GHEV2
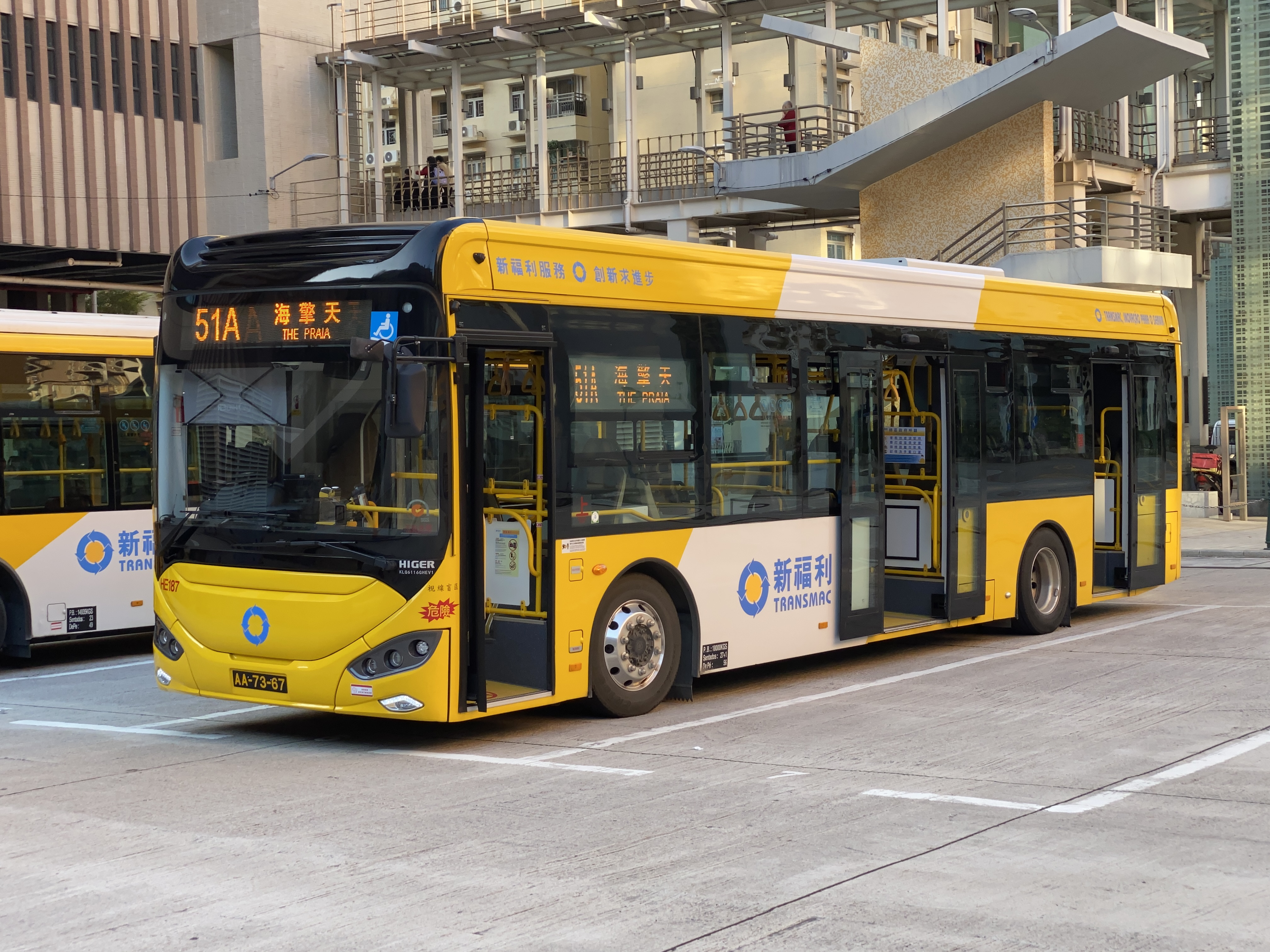
蘇州金龍KLQ6116GHEV1
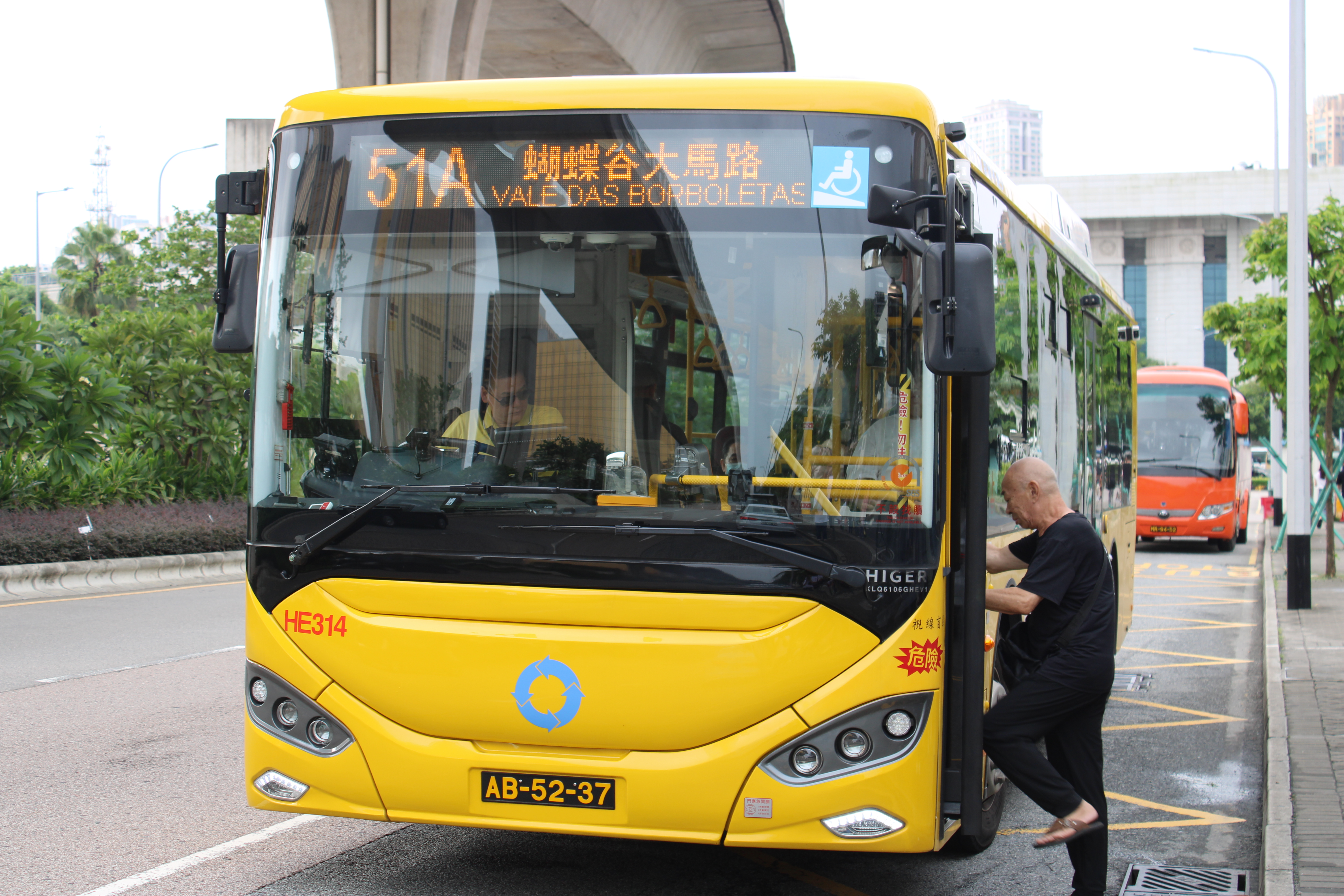
蘇州金龍KLQ6106GHEV1
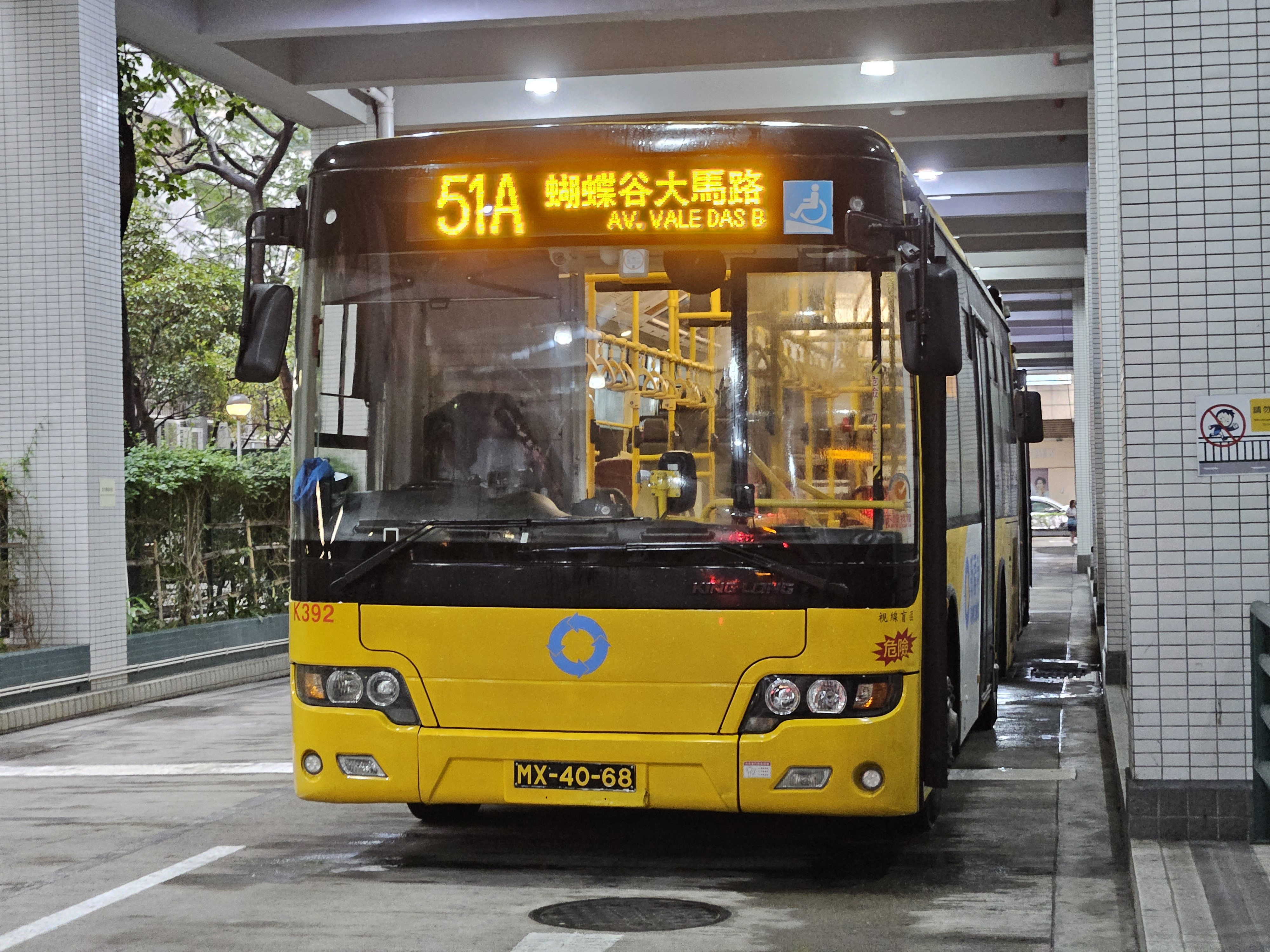
蘇州金龍KLQ6960GQE5
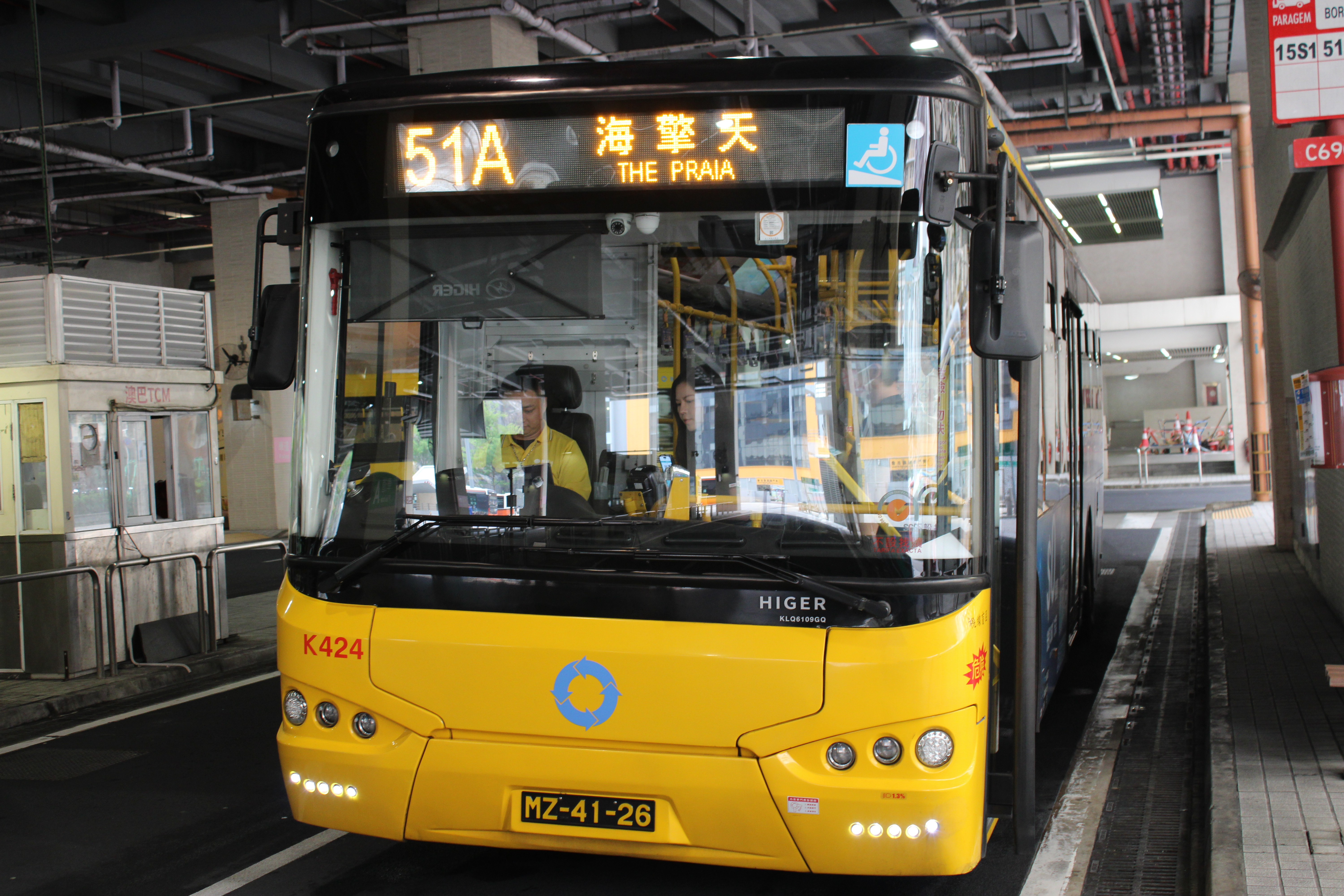
蘇州金龍KLQ6109GQ

### 往氹仔方向

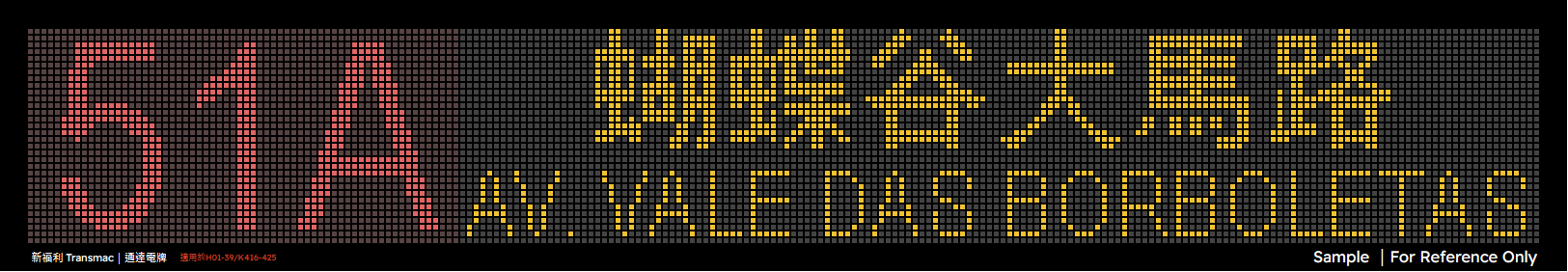

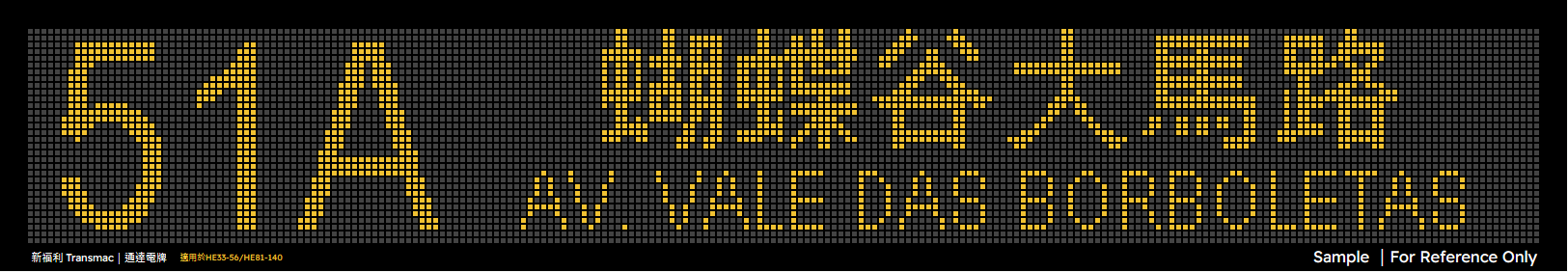

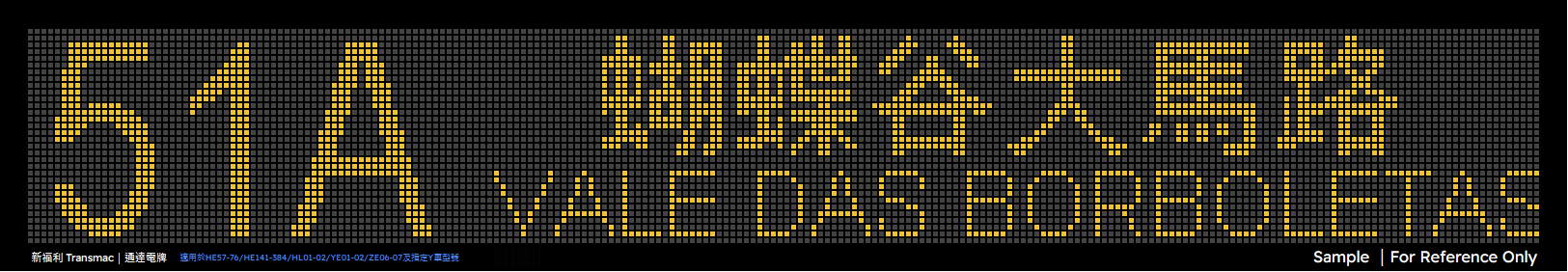

### 往澳門方向

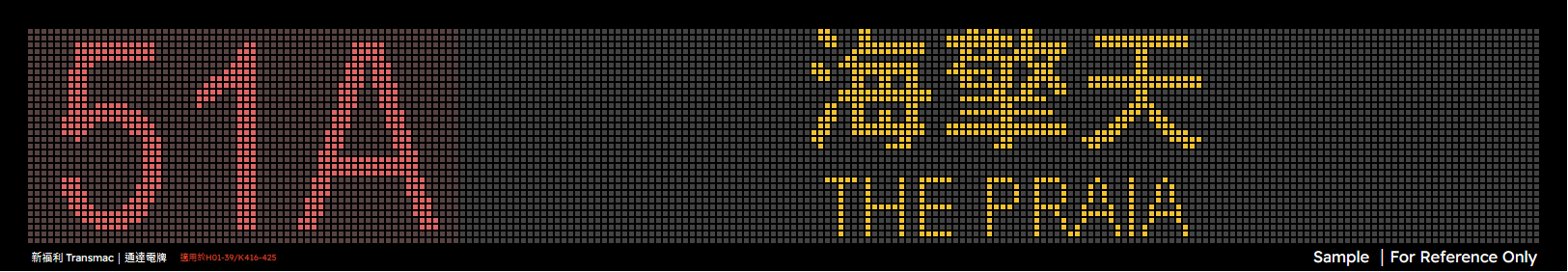

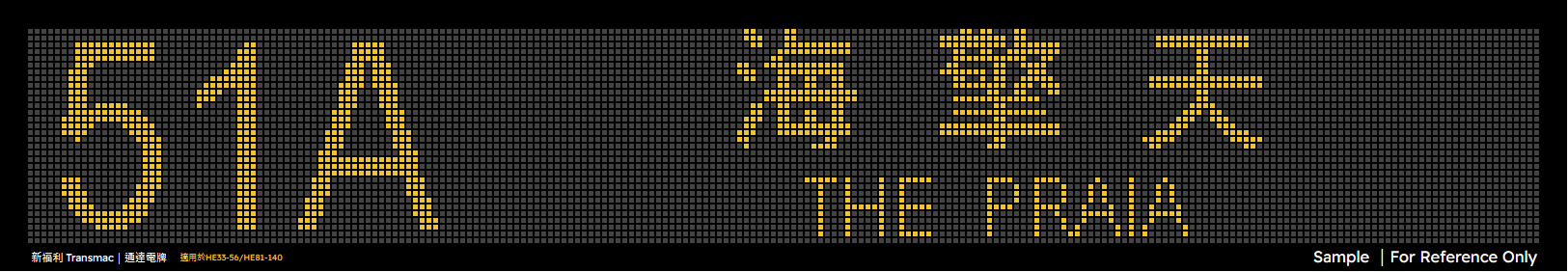

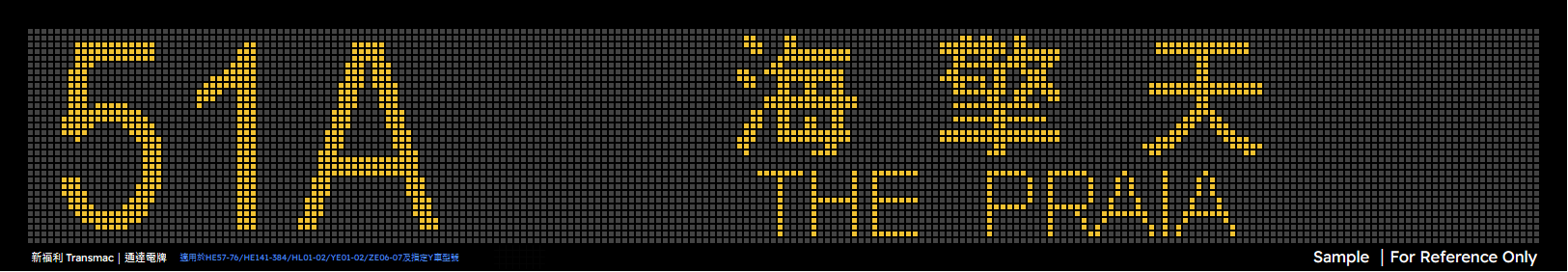

## 路線資料

### 收費
| 收費類別     | 收費類別                      | 收費類別             | 費用 |
| ------------ | ----------------------------- | -------------------- | ---- |
| 現金         | 現金                          | 現金                 | $6.0 |
| 境外支付工具 | 支付寶（內地及香港）          | 支付寶（內地及香港） | $6.0 |
| 境外支付工具 | 雲閃付 非綁定澳門銀聯卡       |                      | $6.0 |
| 境外支付工具 | 微信支付（內地及香港）        |                      | $6.0 |
| 境外支付工具 | 交通聯合 非澳門發行的全國通卡 |                      | $6.0 |
| 境內支付工具 | 澳門通                        | 全民卡               | $3.0 |
| 境內支付工具 | 澳門通                        | 學生卡               | $1.5 |
| 境內支付工具 | 澳門通                        | 長者卡               | 免費 |
| 境內支付工具 | 澳門通                        | 殘疾卡               | 免費 |
| 境內支付工具 | 聚易用＋                      | 聚易用＋             | $3.0 |

### 服務時間及班距
| 服務時間                      | 服務時間   | 星期一至六  | 星期日 （含公眾假期） |
| ----------------------------- | ---------- | ----------- | --------------------- |
| 海擎天總站                    | 海擎天總站 | 06:00-00:00 | 06:00-00:00           |
| 蝴蝶谷大馬路總站              |            | 06:00-00:00 | 06:00-00:00           |
| 班距                          | 尖峰       | 6-10分鐘    | 8-12分鐘              |
| 班距                          | 離峰       | 12-18分鐘   | 15-20分鐘             |
| 懸掛8號風球後15分鐘開出尾班車 |            |             |                       |

### 路線停站
| 51A  | 海擎天 ↔ 蝴蝶谷大馬路 | 海擎天 ↔ 蝴蝶谷大馬路    | 海擎天 ↔ 蝴蝶谷大馬路   | 海擎天 ↔ 蝴蝶谷大馬路 | 海擎天 ↔ 蝴蝶谷大馬路  | 海擎天 ↔ 蝴蝶谷大馬路   |
| 序號 | 往程                  | 往程                     | 往程                    | 返程                  | 返程                   | 返程                    |
| 序號 | 站號                  | 站名                     | 輕軌站／出入境口岸      | 站號                  | 站名                   | 輕軌站／出入境口岸      |
| 1    | M93                   | 海擎天總站               |                         | C690/1                | 蝴蝶谷大馬路總站       |                         |
| 2    | M108/1                | 俾若翰街／綠楊花園       |                         | C689/2                | 和諧廣場／樂群樓       |                         |
| 3    | M60                   | 青茂／何賢紳士馬路       | 青茂口岸                | T360                  | 連貫公路／新濠影匯     |                         |
| 4    | M1/13                 | 關閘總站                 | 關閘邊檢大樓            | T378                  | 路氹城馬路／新濠影匯   |                         |
| 5    | M222/2                | 看台街                   |                         | T397                  | 路氹西／銀河           | 路氹西站                |
| 6    | M244                  | 中心街                   |                         | T395                  | 新城大馬路／銀河       |                         |
| 7    | M219/1                | 勞動節大馬路             |                         | T366                  | 望德聖母灣馬路／紅樹林 |                         |
| 8    | M235/1                | 東北大馬路／保利達       |                         | T374                  | 澳門土木工程實驗室     |                         |
| 9    | T316                  | 北安大馬路／新城區       |                         | T406                  | 機場圓形地／偉龍       |                         |
| 10   | T345/5                | 氹仔客運碼頭             | 氹仔碼頭站 氹仔客運碼頭 | T345/1                | 氹仔客運碼頭           | 氹仔碼頭站 氹仔客運碼頭 |
| 11   | T344                  | 機場倉庫                 |                         | T317                  | 北安大馬路／和睦街     |                         |
| 12   | T356/1                | 澳門機場                 | 機場站 澳門國際機場     | M206/2                | 黑沙環新街／建華       |                         |
| 13   | T358                  | 偉龍／科大醫院           |                         | M216                  | 馬場東大馬路           |                         |
| 14   | T373/2                | 偉龍／科技大學           |                         | M63                   | 紀念孫中山公園         |                         |
| 15   | T367                  | 望德聖母灣馬路／連貫公路 |                         | M67                   | 青茂口岸               | 青茂口岸                |
| 16   | T394                  | 新城大馬路／威尼斯人     |                         | M65                   | 青茂／青洲坊           | 青茂口岸                |
| 17   | T396                  | 路氹西／金光會展         | 路氹西站                | M93                   | 海擎天總站             |                         |
| 18   | T377                  | 路氹城馬路／巴黎人       |                         |                       |                        |                         |
| 19   | T359                  | 蓮花圓形地               |                         |                       |                        |                         |
| 20   | C688/2                | 和諧廣場／業興大廈       |                         |                       |                        |                         |
| 21   | C690/1                | 蝴蝶谷大馬路總站         |                         |                       |                        |                         |

## 客量
根據2020年公報，本線在2019年度尖峰時段共開出52,950班，乘車人次為2,789,933人次，平均每班接載52.7人次。

## 本線分流路線
- 澳門巴士51AS路線（已取消）

## 外部連結
- （繁體中文）澳門新福利公共汽車有限公司官方網站 （页面存档备份，存于）